# Ascar (unidade administrativa)

Reino da Armênia em ca. 150

Ascar (em armênio: աշխարհ; romaniz.: ashkharh; lit. "terra, mundo") é a maior unidade da divisão administrativo-territorial da Grande Armênia. Países estrangeiros são referidos na literatura histórica armênia como "mundos": Persits Ashkhar (o país dos persas, Pérsia), Vrats Ashkhar (o país dos georgianos, Geórgia), Hayots Ashkhar (a terra dos armênios, Armênia). E mundo, por sua vez, está dividido em unidades territoriais menores, os "pequenos mundos" (փոքր աշխարհ, p’vok’r ashkharh) ou províncias, e estes também em distritos chamados gavares (Գավառ, gavarr). No entanto, “pequenos mundos” também são frequentemente chamados de “mundo”. A Grande Armênia (Պատմական Հայաստան, Patmakan Hayastan) tinha 15 "pequenos mundos": Airarate, Siúnia, Vaspuracânia, Turuberânia, Gogarena, Otena, Artsaque, Paitacarã, Persarmênia, Gordiena, Moxoena, Arzanena, Armênia Quarta (Sofena), Alta Armênia e Taique. Alguns deles eram apenas grandes regiões naturais na Idade Média (Airarate, Turuberânia, etc.), e a outra parte eram unidades territoriais administrativas (Siúnia, Taique, Moxoena, Gogarena, etc.).
Um mundo, às vezes também definido como naangue (նահանգ, nahang; lit.: província), corresponde aproximadamente a uma província romana. Havia 15 mundos no total:
1. Alta Armênia;
2. Sofena;
3. Arzanena;
4. Turuberânia;
5. Moxoena;
6. Gordiena;
7. Persarmênia;
8. Vaspuracânia;
9. Siúnia;
10. Osquistena;
11. Otena;
12. Paitacarã;
13. Taique;
14. Gogarena;
15. Airarate.